# Clathrodrillia solida
Clathrodrillia solida is een slakkensoort uit de familie van de Drilliidae. De wetenschappelijke naam van de soort is voor het eerst geldig gepubliceerd in 1850 door Adams C. B..